# Ameriprise Financial Center
Ameriprise Financial Center – wieżowiec w Minneapolis, o wysokości 152 metrów. Jego budowa zaczęła się w 1997 roku, a skończyła się w 2000 roku. Ma 31 pięter. Siedziba firmy Ameriprise Financial. Jest to dziewiąty co do wielkości budynek w Minneapolis. Budynek pełni funkcję biura.